# Gordana Jankuloska
Gordana Jankuloska (macedoni: Гордана Јанкулоска)  (Ohrid, 12 d'octubre de 1975) va ser la desena ministra de l'Interior del govern de Macedònia (ara Macedònia del Nord). Va ser ministra en quatre gabinets de Nikola Gruevski. Durant les protestes de Macedònia del 2015, els activistes van exigir la dimissió de Gruevski i el seu gabinet. Jankuloska i dos ministres més van renunciar als seus càrrecs. Va ser substituïda com a ministra de l'Interior per Mitko Čavkov. Jankuloska va ser condemnada a 6 anys per "ús indegut del càrrec" per un tribunal de primera instància el 2018, però la seva condemna va ser reduïda pel tribunal superior. Va ser enviada a la presó el 28 de setembre del 2020, després que el tribunal d'apel·lacions la condemnés a quatre anys per la seva implicació en la compra d'un cotxe de luxe per uns 600.000 euros.